# Apinayé
Apinayé (Apinajé, Apinagé), pleme zapadne grane Timbira naseljeno u brazilskoj državi Tocantins (rezervat Terra Indígena Apinajé), 800 (1994 SIL), na aldejama kod Tocantinópolisa, São José, Mariazinha, Butica, Riachinho, Cocalinho i Bonito u općinama Tocantinópolis, Maurilândia i São Bento. Najbliži su srodnici Kayapo Indijancima, koji su nastali odvajanjem od Apinayéa. Jezik pripada široj skupini apinayé-kayapo, porodica gé.

## Život Apinayéa
Apinaye su matrilinearnog i matrilokalnog uređenja. Lovci, sakupljači i obrađivači tla. Sakupljanje se dovodi u vezu tijekom perioda nomadskog života u savani i traje sve dok žetva u poljima ne sazrije. Za sve to vrijeme tek bi povremeno navraćali u selo, a rast bilja nadgledali bi izabrani svećenici, i ljubomorno čuvali nasade. Nijedna žena dok su muškarci u lovu nije smjela ništa ubrati sa svoga polja, jer bi bila strogo kažnjena. Tek nakon što bi svećenici pozvali seljane koji su lutali okolo, priredio bi se posljednji lov, nakon čega bi se svi vraćali u selo. 
Nakon završetka incijacije koja predstavlja uvod u brak (Curt Nimuendajú), svi mladići su se ženili istog dana. Djevojke (ib.) koje bi se prije inicijacije upustile u seksualne odnose, nemilosrdno bi bile silovane kolektivno od svih zrelih muškaraca, i ubuduće su smatrane prostitutkama.

## Vanjske poveznice
- A CORRIDA DE TORAS DOS TIMBIRA